# The Halo Graphic Novel
The Halo Graphic Novel é o primeiro romance gráfico, baseado e adaptado a partir da série de videojogos de ficção científica militar Halo. Foi publicado pela Marvel Comics em parceria com a Bungie Studios, em Julho de 2006. A série começou com Halo: Combat Evolved, um videojogo muito popular e premiado, cujo sucesso levou ao surgimento de vários livros e de outros jogos. O enredo foca-se no futuro, onde a humanidade está lutando contra uma poderosa raça alienígena denominada Covenant. Considerada a primeira adaptação da série em forma de arte conhecida como arte sequencial, The Halo Graphic Novel mostra vários aspectos do universo fictício Halo que não tinham sido exploradas em profundidade de qualquer outro modo.
A maior parte do livro é dividida em quatro histórias curtas escritas por diferentes escritores e artistas da indústria de quadrinhos e videogames. Cada história centra-se em aspectos diferentes do mundo de Halo, revelando contos que são tangenciais para o enredo principal do jogo. O livro também contém extensa galeria de arte compilada a partir das contribuições da Bungie, Marvel e outras fontes independentes.
Após sua publicação em 19 de julho de 2006, o Romance gráfico de Halo teve uma boa recepção pelos críticos, que perceberam uma forte coesão no trabalho final, apesar da diversidade do material individual. O sucesso da trama levou a Marvel a distribuir uma nova série limitada no formato de história em quadrinhos, Halo: Uprising, cuja primeira edição apareceu em abril de 2009.

## Antecedentes e publicação

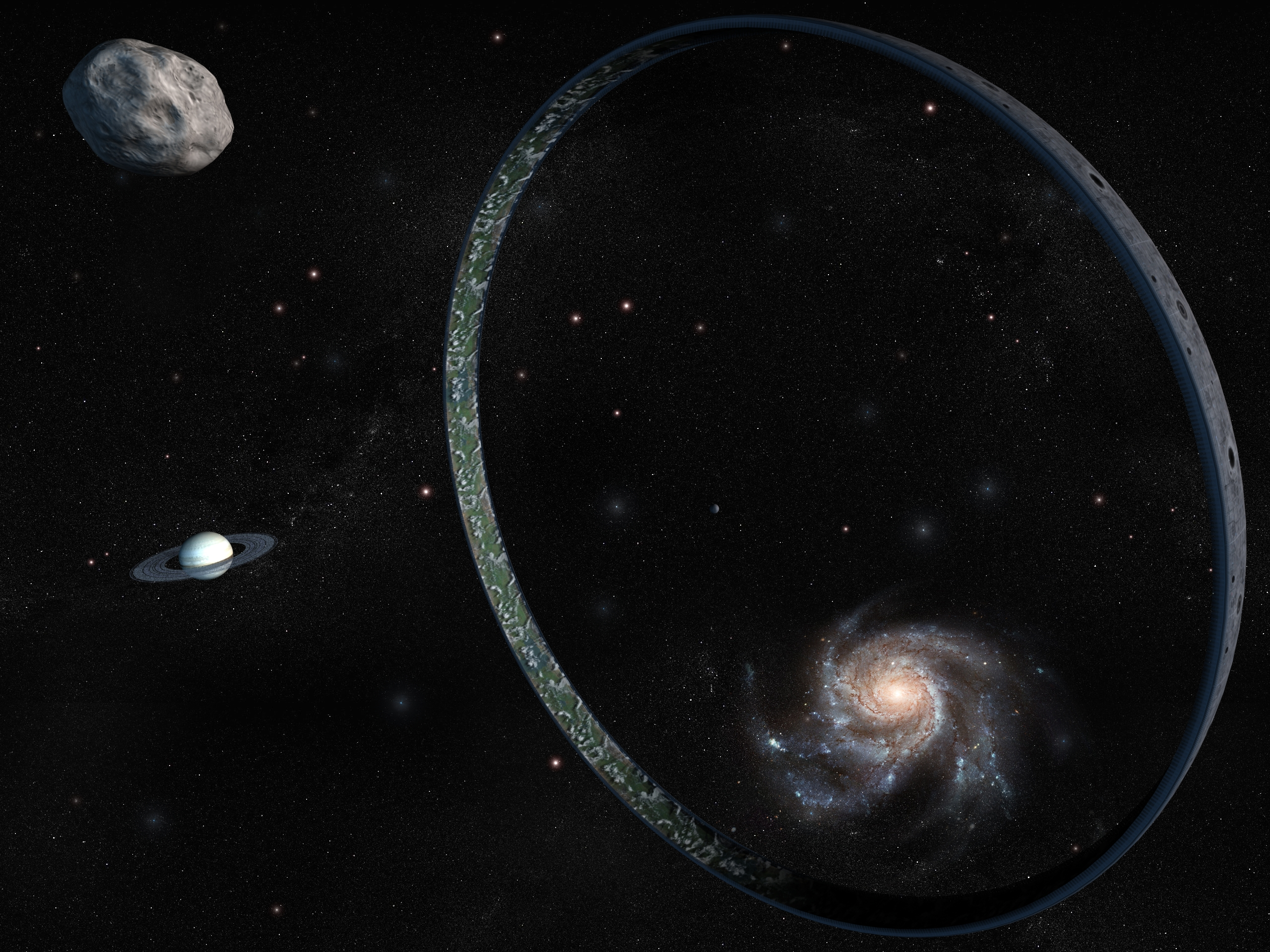
Na trilogia dos jogos de Halo, os jogadores visitam "estruturas de anéis" apelidadas como "Halo" pela raça alienígena Covenant. A Bungie Studios mencionou que a colônia espacial das obras The Culture, do escocês Iain Banks, serviram de inspiração para o universo de Halo.

O conceito original da Bungie Studios para o romance gráfico era estender a franquia Halo para novas mídias, além de videogames, incidindo, principalmente, sobre arte sequencial. No entanto, as primeiras tentativas de encontrar um sócio e acordo efetivo para a licença falhou; Lorena McLees, artista da equipe responsável pela Halo, sugeriu que a Bungie deveria financiar e editar o romance antes de procurar uma editora. Isso permitiria que o estudo para manter o controle sobre o conteúdo, e continuar o projeto sem comprometer de nenhuma maneira a qualquer intervenção externa. O que também deu uma ampla gama de oportunidades para o estúdio, a fim de selecionar os artistas esperavam contribuir com a novela. O produtor executivo, Novel Brian Jarrard, concluiu que a única maneira "evitar conflitos de interesses, políticas e parcerias” seria criar um livro de processos separados, de tal forma que se evitaria ao mesmo tempo, qualquer rincha potencial antes de recorrer à editora ou a um sócio. A projetista-chefe, Maria Cabardo, criou uma lista que chamou de "dream team" dos escritores e artistas que ela admirava o trabalho na Bungie e, após um período de negociação, o estudo conseguiu ganhar a contribuições de vários que apareceram na pauta. Impulsionado pelo sucesso em ter alcançado a abordagem de quem admirava e respeitava nos meios de comunicação, incluindo o artista britânico Simon Bisley e quadrinista francês Jean Giraud, o progresso da história em quadrinhos era descrito como "um estímulo atraente moral para a nossa equipe, a fim de ver o seu universo e seus personagens sendo adaptados em pessoas que idolatram na indústria dos quadrinhos".
Depois de dois anos de desenvolvimento, a história estava finalmente completa, assim a Bungie contratou um editorial para a publicação, realizando uma aliança com a Marvel Comics. Bungie fez referência à "paixão de Halo e  [...]  a trajetória da indústria de quadrinhos e publicação" da Marvel como os principais fatores por trás de sua escolha. A análise foi feita pelo diretor desenvolvimento, Ruwan Jayatilleke, um dos primeiros proponentes do projeto, com intuito de auxiliar o processo de distribuição e publicação do romance gráfico.
As histórias foram projetadas como vislumbres do universo na série, incluindo informações sobre a organização interna da raça Convenant, bem como detalhes sobre os elementos de fundo, que até então, não haviam sido divulgados. Jarrard explicou: "As histórias que acontecem nos bastidores, aqueles eventos paralelos às histórias que nossos fãs conhecem através de elementos existentes, são histórias realmente almejadas desde o início". Mais tarde, Jarrard descreveu como uma tentativa de afastar-se da história de Master Chief, o protagonista da franquia, e concentrar-se no que pensavam serem os temas centrais que estavam por trás do universo do jogo, como a preservação da esperança contra enormes obstáculos e a luta da humanidade pela sobrevivência, questões que poderiam estender além do "super soldado geneticamente melhorado carregando duas armas e matando alguns aliens". As quatro histórias da publicação final era "o mais interessante para eles (Bungie e os escritores da novela)".  Embora a Bungie criasse o argumento presente no romance gráfico de Halo, o estudo centrou-se na importância de fornecer uma estrutura para cada história em que vários artistas e escritores pudessem trabalhar sem perder seu estilo próprio no processo.

### Suplementos
Além da narrativa principal, há uma seleção de obras de arte que representam algumas interpretações cômicas do universo de Halo. Esses contribuintes incluem Doug Alexander, Rick Berry, Geof Darrow, Martin O'Donnell, junto com mais 25 colaboradores, tanto independentes como afiliados da Bungie.
Algumas peças promocionais foram criadas antes do lançamento do romance, incluindo uma visualização de 16 páginas, distribuídas no dia 31 de maio de 2006, contendo introduções para cada uma das histórias, e pequenos trechos de contos.  Cerca de um mês depois, em 28 de junho, foi lançado um cartaz com a cor da capa do livro.

## Histórias
O Romance gráfico de Halo, é dividido em quatro contos, cada um deles tem uma introdução pelos criadores da obra, onde detalham seus pensamentos sobre a história ou a experiência de participar do projeto.

### The Last Voyage of the Infinite Succor

Página retirada do conto The Last Voyage of the Infinite Succor.

Este conto tem lugar durante e depois da sexta missão do videogame Halo: Combat Evolved. Em todo o jogo, os jogadores descobrem que o "mundo anel" onde estão presos, conhecido pela raça alienígena inimiga (Covenant), é de fato uma detenção para um grupo de parasitas, cujos membros deixaram o processo que estavam em êxtase a fim de começarem a espalhar por todo anel. Halo foi construído por uma antiga geração de extraterrestres conhecidos como Forerunner, para conter e estudar o Parasito, e servir como arma de último recurso, antes da perspectiva do grupo de parasitas consumirem cada ser pensante do universo, a raça Forerunner adentrou Halo, o qual ocasionou sua destruição.
Em contraste com ponto de vista dos jogadores, The Last Voyage centra-se sobre o Covenant. Na continuação de Halo: Combat Evolved, Halo 2, jogadores experimentam parte da trama através dos olhos do Inquisidor, um guerreiro Covenant. Este personagem é auxiliado por um jovem Sangheili, que nunca é citado no jogo, os fãs o chamavam de "Half-Jaw", devido ao herói perder a mandíbula de um lado do seu rosto. Além disso, a história menciona "Elite Rtas Vadum", explicando sua lesão e descrevendo eventos que aconteceram em Halo, o qual os jogadores não podiam observar no momento.
No The Last Voyage, o comandante das forças especiais Elite Rtas 'Vadumee, junto com sua equipe, atende uma chamada de auxílio e aborda uma nave de abastecimento denominada Infinite Succor a qual os Covenant consideravam ter sido atacada por seres humanos. O único membro da tripulação com vida, um profeta Covenant, disse a 'Vadumee que a embarcação Succor estava infectada pelos parasitas, que escaparam de Halo em uma nave Covenant e aterrorizaram de emergência no hangar de Succor. De fato, aderindo à aeronave, o parasita Flood tenta ativar o aparelho a fim de viajar pelo espaço (prazo em inglês conhecido com slipspace e associado com toda viagem espacial  cuja velocidade é mais rápida que a agilidade da luz) e escapar do sistema estelar com poder de encontrar novos planetas para infectar. Depois de lutar contra alguns grupos Flood, incluindo os restos de soldados mortos reanimados, 'Vadumee prepara uma unidade slipspace, que nas últimas instâncias, havia de destruir tanto a nave quanto ao parasita. Uma vez feito isso, escapa através de um veículo Covenant.
A premissa central por trás do relato de The Last Voyage of the Infinite Succor era apresentar tanto o perigo representado pela raça Flood como a organização da maquinaria dos Covenant, um esforço para dissipar a imagem da tribo em "estar esperando pelo Chief para explodi-los". Simon Bisley se encarregou de ilustrar o romance, sendo escrito por Lee Hammock, quem descreveu o processo de redigir a história como uma "tarefa difícil", uma vez que tinha de respeitar o conhecimento dos fãs têm pelos personagens e a cronologia de Halo assegurando: "Os personagens que (os seguidores) conhecem são retratados habilmente como parte de si mesmos (no livro)". Essas dificuldades foram atenuadas pelo conhecimento de que os apreciadores não estavam intimamente ligados à história do personagem de Rtas, isto permitiu um amplo espaço para ampliar a história de 'Vadumee em sincronia com o cânone da série principal, possibilitando o escritor "trazer algo novo para narrativa".

### Armor Testing
No universo de Halo, a Terra e várias colônias humanas são governadas pela United Nations Space Command, principal facção da futura humanidade a partir de 2160. Frente à superioridade tecnológica dos Covenant, a crucial esperança da humanidade reside na tenacidade dos Spartan, supersoldados de elite, equipados com armaduras especiais.  O protagonista central da série, Master Chefe, é um dos poucos Spartan em serviço ativo durante os eventos de Halo: Combat Evolved. Armor Testing ocorre logo após o início de Halo 2, quando UNSC está testando uma nova versão da armadura Spartan, através de uma série de exercícios que, juntos, demonstram ser uma tarefa difícil para todos os envolvidos. Um Spartan solitário decide testar a armadura para deixar a atmosfera da Terra e participar de uma batalha simulada com as forças especiais da UNSC. Este Spartan é, na realidade, uma mulher, Maria-062, que saiu da aposentadoria para testar o novo equipamento, antes de este ser enviado para o Master Chief.
O conceito de que a história foi inspirada por Skunkworks, um livro de memórias sobre ensaios militares em Lockheed, enfatizando a experimentação rigorosa pela qual o equipamento é submetido, antes de chegar às mãos do Master Chief, era uma ideia que a Bungie queria incorporar nas primeiras sequencias de Halo 2. Em contraste, o estudo optou por essa informação adicional ser revelada mais tarde.  O teste da armadura foi escrita por Jay Faerber, com ilustrações de W. Andrew Robinson e Ed Lee.

### Breaking Quarantine
Como o The Last Voyage, este conto trata do surto de parasitas que ocorre durante o Halo. Enquanto o primeiro relata a história a partir da perspectiva definida pela Aliança, Breaking Quarantine destaca a fuga do Sargento Avery Johnson da instalação de contenção dos Flood, em Alpha Halo. Johnson é um personagem secundário no primeiro jogo da série, tornando-se cada vez mais importante nos próximos dois jogos; no romance Halo: First Strike ele explica que é capaz de suportar a infestação Flood, devido às suas condições clínicas, no entanto, nenhuma narrativa subsequente descreveu como Johnson escapou.
Assim, Breaking Quarantine é um exemplo de tentativas da Bungie para expandir as histórias dos personagens que não tiveram a oportunidade de ser totalmente explorados no conto principal. Ao contrário de outros relatos do romance gráfico, este não contém nenhum diálogo, apenas os efeitos sonoros causados pelas armas, os quais são apresentados em japonês. Tanto a história como as imagens foram fornecidas por Tsutomu Nihei, um cartunista japonês e arquiteto, que baseia suas ilustrações diretamente nas estruturas incorporadas no jogo.

### Second Sunrise over New Mombasa
Próximo ao início de Halo 2, os Covenant descobriram o segredo mais bem guardado da humanidade: a localização da Terra. Com esta informação em seu poder, lançaram um ataque direto sobre a cidade de Mombaça, Quénia. Quando os jogadores se direcionam para o distrito, este se encontra totalmente desértico. Second Sunrise toma lugar no ataque e explica que nem sempre foi assim; a história é contada através dos olhos de um repórter que se encontra preparando a propaganda para UNSC. Quando os Covenant invadem a cidade, o repórter e os concidadãos vão a sua defesa, até que são forçados a fugir.
A Bungie descreveu este conto como uma tentativa de colocar um rosto humano no conflito, ilustrando os efeitos da guerra sobre os cidadãos comuns. Brett Lewis se encarregou de escrever a fictícia de Second Sunrise, enquanto Jean Giraud foi responsável pelas ilustrações. Giraud mencionou que o gosto de seu filho pela série dos jogos o levou a contribuir com a peça, e antes de escrever, ele nunca havia brincado com os jogos da série.

## Impacto

### Recepção
A reação da crítica, tanto na indústria do jogo como nos quadrinhos, foi favorável. UGO Networks elogiou a novela, citando a riqueza das contribuições de artistas renomados e o desenvolvimento "energético" do universo de Halo como as maiores forças de trabalho. publicado Mike Deeley, do site Comics Bulletin, enalteceu o livro pela diversidade de narrativas e estilos artísticos, os quais deram ao Romance gráfico de Halo um sentimento de antologia, sem alterar o todo. Tsutomu Nihei e Breaking Quarantine também receberam por suas imagens pitorescas e a abordagem narrativa visual, em vez de usar diálogos.
Alguns críticos expressaram decepção na nova abordagem dos personagens secundários e eventos, com a presença de Master Chief — personagem principal da série Halo e sua figura mais emblemática — brevemente incorporada às imagens e uma reduzida participação na primeira história. Entretanto, GameTrailers elogiou a Bungie por não ter focado no personagem principal. Tanto a IGN como GameTrailers opinaram que Armor Testing teve menor impacto emocional, embora seu final surpreendente e suas imagens foram bem feitos.

### Vendas e continuação
Após seu lançamento, o Romance gráfico de Halo demonstrou ser um "êxito raro" no género de adaptação de jogos em quadrinhos, estreando no posto de número dois nas paradas Nielsen BookScan y Diamond. A princípio, pelo menos 100.000 cópias foram previstas para serem publicadas, enquanto os quadrinhos continuaram classifica os como um dos mais vendidos após sua estréia. O sucesso da história  permitiu a Marvel Comics e Bungie Studios anunciarem uma nova série limitada de Halo na San Diego Comic-Con em San Diego, Califórnia, chamada Halo: Uprising. Apesar dos atrasos, a primeira edição da série limitada foi lançada no dia 22 de agosto de 2007.